# Гиллуэ д’Орвилье, Луи
Луи Гиллуэ, граф д’Орвилье (фр. Louis Guillouet, comte d’Orvilliers, 26 марта 1710 − 1792) — французский адмирал.

## Начало карьеры
Д’Орвилье родился в Мулен, провинция Алье, но провел большую часть своего детства в Кайенне, столице колонии Французская Гвиана, где его отец был губернатором. В 1723 году, в возрасте пятнадцати лет, он вступил в колониальный пехотный полк и быстро дослужился до звания лейтенанта. В 1728 году он перевелся на флот, и к 1756 году стал капитаном. Был командиром одного из кораблей, посланных к Минорке под командованием Ла Галиссоньера (фр. La Galissonière). Позднее он участвовал в боях при Санто-Доминго и на Антильских островах и в 1764 году был вознагражден производством в вице-адмиралы.

## Франко-американский альянс
В 1777 году Франция начала открыто оказывать помощь американским колониям в их борьбе за независимость от Великобритании. Д’Орвилье, в звании генерал-лейтенант морских армий, готовился встретить Королевский флот в Атлантике. Главный успех пришел к нему в июле 1778 года в бою у острова Уэссан, когда его флот сумел парировать атаки примерно равного по размерам британского флота под командованием адмирала Августа Кеппеля.
На следующий год, однако, он возглавил неудачную попытку совершить набег на английские порты Портсмут и Плимут. Хотя погода и болезни на борту сыграли свою роль, его осуждали за недостаточно эффективное использование вверенных ему сил. Как следствие, он оставил командование флотом.
Смерть жены в 1783 году сильно подействовала на д’Орвилье, и он удалился в семинарию Сан-Маглюар в Париже. Позже он вернулся в свой родной город Мулен, где и умер в 1792 году.